# Cyanea longissima
Cyanea longissima är en klockväxtart som först beskrevs av Joseph Rock, och fick sitt nu gällande namn av Harold St.John. Cyanea longissima ingår i släktet Cyanea, och familjen klockväxter. Inga underarter finns listade i Catalogue of Life.